# Marijan Ivanuša
Marijan Ivanuša, slovenski zdravnik, avtor več potopisnih reportaž in dveh romanov, * 1966.

## Dela
- Kako sem preplaval Kamnito reko (2003, 2005)
- Vila do Abraão - Predzadnji dan (2005)
- How I Swam the Stone River (Trafford Publishing, 2008)

Sicer pa mojster nevrolingvističnega programiranja, ki je med drugim vodil tudi Gledališki klub Krka.